# Vilela Seca
Vilela Seca ist eine Gemeinde (Freguesia) im portugiesischen Kreis Chaves. In ihr leben 238 Einwohner (Stand 19. April 2021).